# Spes contra spem

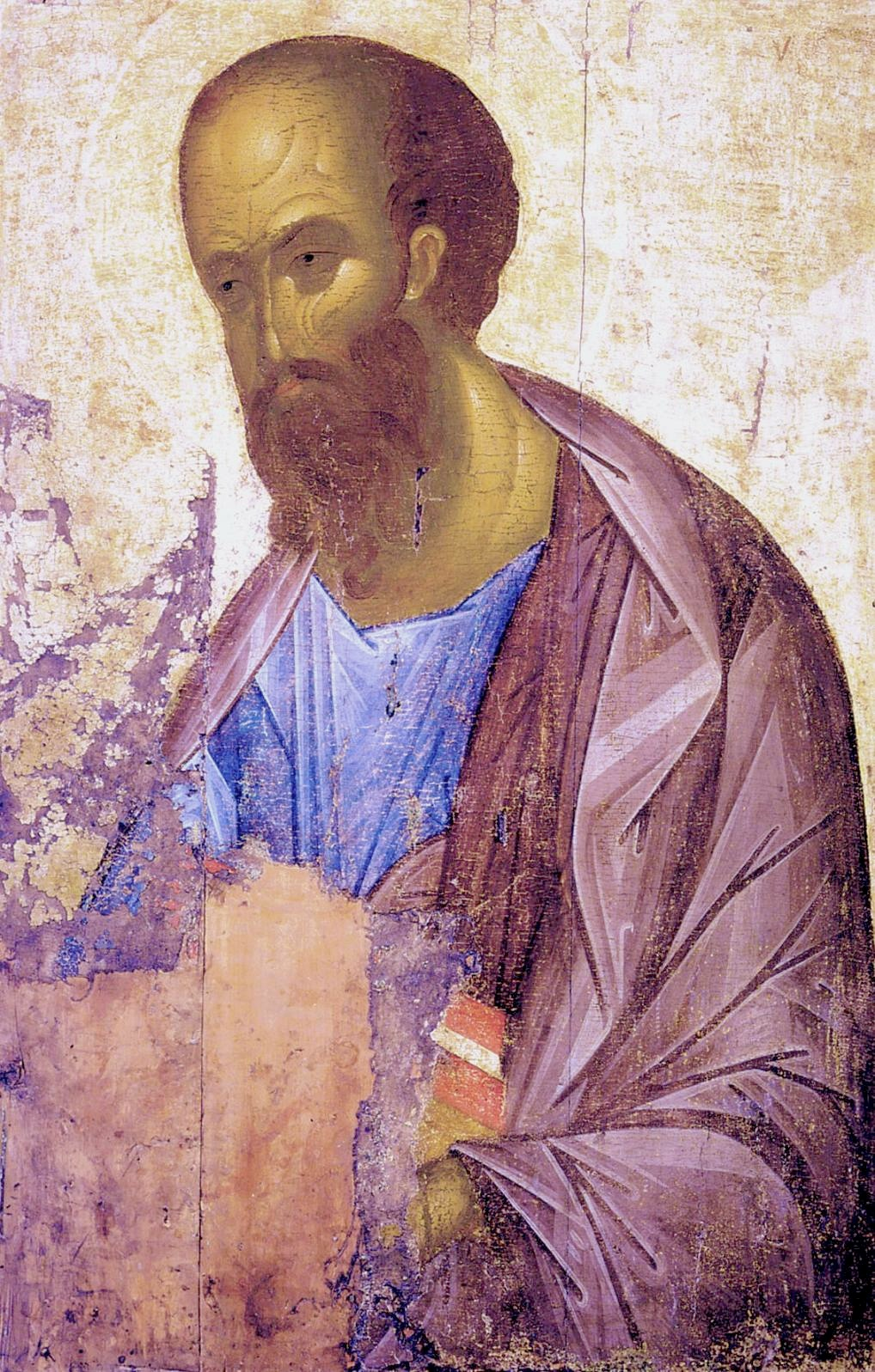
Paul de Tarse, le père de l'Église, à qui remonte l'expression

Spes contra spem est une expression latine qui peut être traduite littéralement par « espérer contre toute espérance ». 

## Histoire
L'expression vient d'un passage de Paul de Tarse dans l'Épître aux Romains, « Romains  4:18 »), où l'apôtre s'exprime en faisant référence à l'inébranlable foi d'Abraham :
« ... qui contra spem in spem credidit, ut fieret pater multarum gentium secundum quod dictum est ei : Sic erit semen tuum. »
Il s'agit déjà d'une traduction, celle de la Vulgate, puisque tout le Nouveau Testament est (dans les versions conservées les plus anciennes) en grec.
Le passage peut être ainsi traduit en français :
« Espérant contre toute espérance, il a cru ; ainsi est-il devenu le père d’un grand nombre de nations, selon cette parole : Telle sera la descendance que tu auras ! »
En adhérant à une telle interprétation, l'expression est utilisée pour définir l'attitude de quelqu'un qui cultive une foi inébranlable en un avenir meilleur, et incite à ne pas abandonner l'espoir, même quand tout semble être perdu.